# Скакун, Наталья Анатольевна
Наталья Анатольевна Скакун (в замужестве — Филоненко; род. 3 августа 1981 в Благовещенке) — украинская тяжелоатлетка, олимпийская чемпионка 2004 года, рекордсменка мира.

## Биография
Родители Скакун познакомились на Алтае, где служил её отец, затем жили в Лебедине, Киевская область. У Натальи двое сестёр: старшая Юлия и младшая Надежда — они также занимались тяжёлой атлетикой, в частности Юлия — мастер спорта международного класса.
Наталья Скакун начала заниматься спортом с 11 лет, первый тренер — Николай Ратушняк. Затем тренировалась у Василия Кулака.
Первую золотую медаль Скакун получила на чемпионате мира 2001 года в Салониках, на память об этой победе сделала на плече татуировку в виде чёрной пантеры. На летних Олимпийских играх 2004 года в Афинах Скакун, несмотря на травму спины, завоевала золотую медаль и звание олимпийского чемпиона в весовой категории до 63 кг с суммой 242,5 кг. В толчке она подняла 135 кг, установив новый олимпийский рекорд. Ей также принадлежит мировой рекорд 138 кг, который она установила на чемпионате мира по тяжёлой атлетике 2003 года.
После Олимпиады квартиру Скакун в Чернигове ограбили и вынесли все спортивные награды.
По окончании спортивной карьеры начала тренерскую деятельность.
Первый муж, Андрей Никитенко, из-за тяги к наркотикам заболел воспалением лёгких, умер в возрасте 28 лет, от него у Натальи остался сын Никита (записан на фамилию матери). От второго мужа, Ивана Филоненко (младше Натальи на семь лет), она родила дочь Анну.